# Cape York (poluotok)
Poluotok Cape York veliki je poluotok koji se nalazi na krajnjem sjeveru Queenslanda, Australija. To je najveća netaknuta divljina u sjevernoj Australiji. Zemljište je uglavnom ravno i oko polovice površine se koristi za ispašu stoke. Relativno netaknute savane obrasle eukaliptusom, tropske prašume i drugi tipovi staništa danas su prepoznati i očuvani zbog svog globalnog ekološkog značaja. Iako je veći dio poluotoka i dalje netaknut, s raznolikim repertoarom endemske flore i faune, neke od njegovih divljih životinja mogu biti ugrožene industrijom i prekomjernom ispašom, kao i unesenim vrstama i korovom.
Najsjevernija točka poluotoka je Cape York (10°41′19″S 142°31′54″E / 10.6886°S 142.5317°E).
Ovu zemlju su desetke tisuća godina naseljavali brojni aboridžinski australski narodi. Godine 1606. nizozemski moreplovac Willem Janszoon na brodu Duyfken bio je prvi Europljanin koji je sletio u Australiju, dosegavši poluotok Cape York.

## Povijest

### Europsko istraživanje
U veljači 1606. nizozemski moreplovac Willem Janszoon pristao je u blizini mjesta današnje Weipe, na zapadnoj obali poluotoka Cape York. Ovo je bilo prvo zabilježeno iskrcavanje Europljana u Australiju, a ujedno je označilo i prvi prijavljeni kontakt između Europljana i Aboridžina.
Edmund Kennedy bio je prvi europski istraživač koji je pokušao kopnenu ekspediciju na poluotok Cape York. Cilj je bio uspostaviti rutu do vrha poluotoka, gdje su poslovni ljudi iz Sydneya pokušavali razviti luku za trgovinu s Istočnom Indijom.
Ekspedicija je krenula iz zaljeva Rockingham u blizini današnjeg grada Cardwella u svibnju 1848. i pokazala se kao jedna od velikih katastrofa australskih istraživanja.
Na vrh poluotoka (zvan samo Cape York) Europljani su konačno stigli 1864. godine kada su braća Francis Lascelles (Frank) i Alexander William Jardine, zajedno s osam suputnika, otjerali gomilu stoke iz Rockhamptona u novo naselje Somerset (na Cape Yorku) gdje je otac Jardines bio zapovjednik. Na putu su izgubili većinu svojih konja, mnoge zalihe i vodili žestoke bitke s Aboridžinima, da bi konačno stigli u ožujku 1865.

### Prvi kontakt
Prvi poznati kontakt između Europljana i Aboridžina dogodio se na zapadnoj obali poluotoka 1606. godine, no Europljani su ga naselili tek u 19. stoljeću kada su osnovane ribarske zajednice, zatim postaje i kasnije rudarski gradovi. Europsko naselje dovelo je do raseljavanja zajednica Aboridžina i dolaska otočana Torresova prolaza na kopno.

## Geografija i geologija
Zapadna obala graniči s zaljevom Carpentaria, a istočna s Koraljnim morem. Poluotok je s tri strane (sjever, istok i zapad) omeđen vodom. Ne postoji jasno razgraničenje prema jugu, iako službena granica Queenslanda u Zakonu o naslijeđu poluotoka Cape York iz 2007. prolazi na oko 16°S geografske širine.
Najširi dio poluotoka proteže se 430 km od rijeke Bloomfield na jugoistoku, preko do zapadne obale južno od zajednice aboridžina Kowanyama. To je otprilike 660 km od južne granice Cook Shirea, do vrha Cape Yorka.
Na vrhu poluotoka nalazi se Cape York, najsjevernija točka australskog kopna.  Imenovao ga je poručnik James Cook 21. kolovoza 1770. u čast princa Edwarda, vojvode od Yorka i Albanyja, brata kralja Đure III od Ujedinjenog Kraljevstva, koji je umro tri godine ranije.
Tropski krajolici su među najstabilnijima na svijetu. Dugo neometan tektonskom aktivnošću, poluotok je izrazito erodirana, gotovo ravna niska ravnica kojom dominiraju vijugave rijeke i goleme poplavne ravnice, s nekim vrlo niskim brežuljcima koji se uzdižu do 800 m nadmorske visine u lancu McIlwraith na istočnoj strani oko gradića Coena.
Okosnica poluotoka Cape York je greben poluotoka, dio australskog Velikog razvodnog gorja. Ovaj planinski lanac se sastoji od drevnih (1,5 milijardi godina starih) prekambrijskih i paleozojskih stijena. Istočno i zapadno od grebena poluotoka leže bazeni Carpentaria i Laura, koji se sastoje od drevnih mezozojskih sedimenata. Na poluotoku postoji nekoliko izvanrednih oblika reljefa: velika prostranstva netaknutih polja dina na istočnoj obali oko zaljeva Shelburne i rta Bedford-Cape Flattery, ogromne gomile crnih granitnih gromada u Nacionalnom parku Black Mountain i Cape Melville, te vapnenački krški tereni oko Palmerstona na krajnjem jugu poluotoka.

### Tlo
Tla su izrazito neplodna čak i u usporedbi s drugim područjima Australije, jer su gotovo u potpunosti laterizirana i u većini slučajeva toliko stara i istrošena da je danas vrlo malo raslinja. Upravo zbog ovog iznimnog siromaštva tla regija je tako slabo naseljena: tla su toliko neobradiva i ne reagiraju na gnojiva pa su pokušaji uzgoja komercijalnih usjeva obično propadali.

### Klima
Klima na poluotoku Cape York je tropska i monsunska, s jakom sezonom monsuna od studenog do travnja, za koje vrijeme šuma postaje gotovo nenastanjiva, i sušnom sezonom od svibnja do listopada. Temperatura je topla do vruća, s hladnijom klimom u višim predjelima. Srednje godišnje temperature kreću se od 18 °C na višim nadmorskim visinama do 27 °C u nizinama na sušnijem jugozapadu. Temperature preko 40 °C i ispod 5 °C su rijetke.
Godišnja količina oborina je velika, u rasponu od preko 2.000 millimetara u Željeznom lancu i sjeverno od Weipe na oko 700 millimetara na južnoj granici. Gotovo sva ta kiša pada između studenog i travnja, a samo na istočnim padinama Željeznog lanca srednja je količina oborina između lipnja i rujna iznad 5 millimetara. Međutim, između siječnja i ožujka srednja mjesečna količina oborina kreće se od oko 170 millimetara na jugu do preko 500 millimetara na sjeveru i na Željeznom lancu.
| Klimatološki srednjaci za Poluotok Cape York | Klimatološki srednjaci za Poluotok Cape York | Klimatološki srednjaci za Poluotok Cape York | Klimatološki srednjaci za Poluotok Cape York | Klimatološki srednjaci za Poluotok Cape York | Klimatološki srednjaci za Poluotok Cape York | Klimatološki srednjaci za Poluotok Cape York | Klimatološki srednjaci za Poluotok Cape York | Klimatološki srednjaci za Poluotok Cape York | Klimatološki srednjaci za Poluotok Cape York | Klimatološki srednjaci za Poluotok Cape York | Klimatološki srednjaci za Poluotok Cape York | Klimatološki srednjaci za Poluotok Cape York | Klimatološki srednjaci za Poluotok Cape York |
| mjesec                                       | sij                                          | velj                                         | ožu                                          | tra                                          | svi                                          | lip                                          | srp                                          | kol                                          | ruj                                          | lis                                          | stu                                          | pro                                          | godina                                       |
| -------------------------------------------- | -------------------------------------------- | -------------------------------------------- | -------------------------------------------- | -------------------------------------------- | -------------------------------------------- | -------------------------------------------- | -------------------------------------------- | -------------------------------------------- | -------------------------------------------- | -------------------------------------------- | -------------------------------------------- | -------------------------------------------- | -------------------------------------------- |
| srednji maksimum, °C                         | 32,5                                         | 31,5                                         | 31,4                                         | 31,2                                         | 30,7                                         | 29,6                                         | 29,4                                         | 30,7                                         | 32,1                                         | 34,0                                         | 34,9                                         | 34,2                                         | 31,9                                         |
| srednji minimum, °C                          | 23,2                                         | 23,6                                         | 23,4                                         | 22,2                                         | 20,4                                         | 18,2                                         | 17,1                                         | 17,2                                         | 18,6                                         | 20,2                                         | 21,9                                         | 22,8                                         | 20,6                                         |
| oborine, mm                                  | 369,4                                        | 365,8                                        | 306,9                                        | 129,4                                        | 25,2                                         | 10,7                                         | 7,8                                          | 4,6                                          | 4,0                                          | 24,8                                         | 67,0                                         | 188,4                                        | 1429,2                                       |

### Rijeke
Greben poluotoka čini razdjelu slijevova između zaljeva Carpentaria i Koraljnog mora. Na zapadu, niz velikih, vijugavih riječnih sustava uključujući slivove rijeka Mitchell, Staaten, Coleman, Holroyd, Archer, Watson, Wenlock, Ducie i Jardine ispuštaju svoje vode u zaljev Carpentaria. Tijekom sušne sezone te se rijeke svode na niz vodotoka i pješčanih korita. Ipak, s dolaskom bujičnih kiša u vlažnoj sezoni, one nabujaju u moćne vodene putove, šireći se preko velikih poplavnih ravnica i obalnih močvara i dajući život velikom nizu slatkovodnih i močvarnih vrsta.
Na istočnim padinama, kraće, brže tekuće rijeke Jacky Jacky Creek, Olive, Pascoe, Lockhart, Stewart, Jeannie i Endeavour teku prema Koraljnom moru, osiguravajući važnu slatku vodu i hranjive tvari najzdravijem dijelu Velikog koraljnog grebena. Na svom putu te divlje, neometane rijeke obrubljene su gustim prašumama, pješčanim dinama ili mangrovama.
Poplavne ravnice bazena Laura, koje su zaštićene u nacionalnim parkovima Lakefield i Jack River, prelaze rijeke Morehead, Hann, North Kennedy, Laura, Jack i Normanby .
Riječni slivovi Poluotoka poznati su po svojoj iznimnoj hidrološkoj cjelovitosti. Uz male poremećaje u vodotocima i vegetacijskom pokrovu u cijelom slivovima, poluotok Cape York identificiran je kao jedno od rijetkih mjesta gdje tropski ciklusi vode ostaju u osnovi netaknuti. Poluotok Cape York doprinosi čak četvrtini površinskog otjecanja vode Australije. Doista, sa samo oko 2,7 posto australske kopnene površine proizvodi više otjecanja od cijele Australije južno od Jarčeve obratnice. Uz te obilne tropske oborine, rijeke poluotoka također su od posebne važnosti za nadopunjavanje Velikog arteškog bazena središnje Australije. Vlada Queenslanda trenutno je spremna zaštititi 13 divljih rijeka na poluotoku Cape York prema Zakonu o divljim rijekama iz 2005.

### Geološka povijest
Poluotok je formiran od sjevernog dijela Velikog razdjelnog lanca, naboranog tijekom razdoblja karbona prije otprilike 300 milijuna godina, kada se Australija sudarila s današnjim dijelovima Južne Amerike i Novog Zelanda.  Lanac je od tada doživio značajnu eroziju. Prije oko 40 milijuna godina, Indo-australska tektonska ploča počela se odvajati od drevnog superkontinenta Gondvane. Kad se sudario s Pacifičkom pločom na svom putovanju prema sjeveru, visoki planinski lanci središnje Nove Gvineje nastali su prije oko 5 milijuna godina. U zavjetrini ove zone sudara, drevne stijene današnjeg poluotoka Cape Yorka ostale su uglavnom neporemećene.
Tijekom pleistocenske epohe Australija i Nova Gvineja naizmjenično su bile povezane s kopnom i razdvojene vodom. Tijekom razdoblja glacijacije i rezultirajuće niske razine mora, poluotok Cape York pružao je nizinsku kopnenu vezu. Još jedna veza postojala je između Arnhem Landa i Nove Gvineje, ponekad zatvarajući ogromno slatkovodno jezero (Lake Carpentaria) u središtu današnjeg zaljeva Carpentaria. Australija i Nova Gvineja ostale su povezane na ovaj način sve dok plitki Torresov prolaz nije zadnji put poplavljen prije oko 8000 godina.

## Ljudi i kultura danas
Danas poluotok ima samo oko 18.000 stanovnika, od čega veliki postotak (~60%) čine Aboridžini i otočani Torresova prolaza.
Administrativno i trgovačko središte većeg dijela poluotoka Cape Yorka je Cooktown, koji se nalazi u njegovom krajnjem jugoistočnom kutu, dok je najveće naselje poluotoka rudarski grad Weipa u zaljevu Carpentaria. Ostatak je izrazito rijetko naseljen, s oko polovice stanovništva koje živi u vrlo malim naseljima i stočarskim farmama. Uz razvojnu cestu poluotoka nalaze se mali servisni centri u Lakelandu, Lauri i Coenu. Oko 30 km na moru sjeverno od vrha Cape Yorka, postoji značajan servisni centar na obližnjem otoku Thursday. Zajednice Aboridžina nalaze se u Hopevaleu, Pormpuraawu, Kowanyami, Aurukunu, Lockhart Riveru, Napranumu, Mapoonu, Injinoou, New Mapoonu i Umagicu. Zajednice otočana Torresova prolaza na kopnu nalaze se u Bamagi i Seisiji. Potpuno zatvorena unutarnja cesta povezuje Cairns i Atherton Tableland s Lakelandom i Cooktownom. Cesta sjeverno od Lakeland Downsa do vrha poluotoka ponekad je presječena nakon obilnih kiša tijekom vlažne sezone (otprilike od prosinca do svibnja).
Neke od najopsežnijih i najdrevnijih aboridžinskih slika na kamenu na svijetu okružuju grad Laura, od kojih su neke dostupne javnosti. Tu je i novi interpretativni centar iz kojeg su dostupne informacije o umjetnosti na kamenu i lokalnoj kulturi te se mogu dogovoriti izleti. 

### Autohtoni jezici i narodi
Preko 30 aboridžinskih jezika govori se na poluotoku Cape York, uključujući Linngithigh, Umpila, Wik Mungkan, Wik-Me'nh, Wik-Ngathan, Kugu Nganhcara, Guugu Yalandji, Guugu Yimithirr, Kuuk Thaatudeyor i mnogi australski aboridžinski znakovni jezici. Neke od tih jezika usvajaju djeca ili ih govore sve generacije u udaljenim zajednicama. Većina Wik jezika brzo se apsorbira u Wik-Mungkan, koji se čini kao jedini domorodački jezik na poluotoku koji se vrlo brzo razvija, budući da je drugi jezik Wikalkana, Wik-Ngathana i Wikngenchera.

## Ekologija

### Flora
Poluotok Cape York podržava složeni mozaik netaknutih tropskih prašuma, tropskih i suptropskih travnjaka, savana, grmova, vrijesnih područja, močvara, divljih rijeka i močvara mangrova. Šume savane obično se sastoje od visokog gustog travnatog sloja i različite gustoće drveća, pretežno eukaliptnog od kojih je najčešća Darwinova strunasta kora (Eucalyptus tetrodonta). Ova različita staništa dom su oko 3300 vrsta cvjetnica, a gotovo cijelo područje poluotoka Cape Yorka (99,6%) još uvijek zadržava svoju izvornu vegetaciju i malo je fragmentirano. Iako obilne i potpuno funkcionalne na poluotoku, tropske savane danas su rijetke i vrlo degradirane u drugim dijelovima svijeta. Poluotok Cape York također sadrži jednu od najviših stopa endemizma u Australiji, s više od 260 endemiskih biljnih vrsta pronađenih do sada. Stoga su dijelovi poluotoka prepoznatljivi po iznimno visokoj kvaliteti divljine.
Flora poluotoka uključuje izvorne gondvanske vrste, biljke koje su se pojavile nakon raspada Gondvane i vrste iz Indomalaye i preko Torresovog tjesnaca u Novoj Gvineji, a najviše se raznolikosti nalazi u prašumskim područjima. Veći dio poluotoka Cape York sušniji je od obližnje Nove Gvineje, što ograničava prašumsko bilje tog otoka od migracije u Australiju. Tropske prašume pokrivaju površinu od 1.848.350 hektara ili 5,6% ukupne površine kopna na poluotoku Cape York. Prašume ovise o određenoj količini oborina tijekom duge sušne sezone, klimatskih uvjeta koji se uglavnom nalaze na istočnim padinama obalnih područja poluotoka. Budući da su gotovo isključivo netaknute, stare šume podržavaju i nerazmjerno visoku biološku raznolikost uključujući floru Gondvanskog i Novogvinejskog podrijetla, prašume su od velikog značaja za očuvanje. Najveće susjedno područje prašume na poluotoku nalazi se u području lanca McIllwraith-Željeznog gorja. Gondvanska flora ovog područja uključuje četinjače Araucariaceae i Podocarpaceae te orhideje Arthrochilus, Corybas i Calochilus. Sve u svemu, ova prašuma sadrži najmanje 1000 različitih biljaka, uključujući 100 rijetkih ili ugroženih vrsta i 16% australskih vrsta orhideja.
Na siromašnim, suhim tlima mogu se naći tropska vrijeska. Sjeveroistočni poluotok Cape York podržava najveća australska područja ovog vrlo raznolikog ekosustava.

### Fauna
Poluotok ima izvanrednu biološku raznolikost, s više od 700 vrsta kopnenih kralježnjaka, od kojih je 40 endemskih. Kao rezultat, iz njegove geološke povijesti, "flora i fauna poluotoka Cape York složena su mješavina relikvija Gondvane, australskih izolacionista i azijskih ili novogvinejskih osvajača"(str. 41) Ptice poluotoka uključuju prepelicu s žutim prsima ( Turnix olivii ), papigu zlatnog ramena ( Psephotus chrysopterygius ), ljupku vilinu ( Malurus amabilis ), medojed s bijelim prugama ( Trichodere cockerelli ) i žutu pjegavicu (Meliphaga notata), dok se ptice Haematopus longirostris nalaze i u drugim dijelovima Australije, ali imaju važne populacije na poluotoku. Poluotok je također dom istočne smeđe zmije, jedne od najotrovnijih zmija na svijetu. Sisavci uključuju glodavca Cape York melomys, srodan izumrlom Bramble Cay melomysu, koji je pronađen samo na Bramble Cayu u Torresovom tjesnacu i potvrđen je da je izumro 2016. godine.
Prašume Nacionalnog parka Željeznog gorja (Iron Range) podržavaju vrste koje se također nalaze u Novoj Gvineji, uključujući papigu eclectus i južni obični kuskus. Ostala prašumska fauna uključuje 200 vrsta leptira uključujući 11 endemskih leptira od kojih je jedan golemo zeleno ptičje krilo, piton Morelia viridis i Dasyurus hallucatus, šumski tobolčar čija je populacija danas ozbiljno smanjena jer su jeli unesenih otrovne žabe Rhinella marina.
Obale rijeka u nizinama dom su specifičnih divljih životinja, dok su rijeke uključujući Jardine, Jackson, Olive, Holroyd i Wenlock bogate ribom. Močvare i obalni mangrovi poznati su po svojoj važnosti kao mrijestilište riba i staništa krokodila, pružajući važno utočište od suše i konačno Veliki koralni greben leži uz istočnu obalu i važno je morsko stanište.